# 富良野特快車

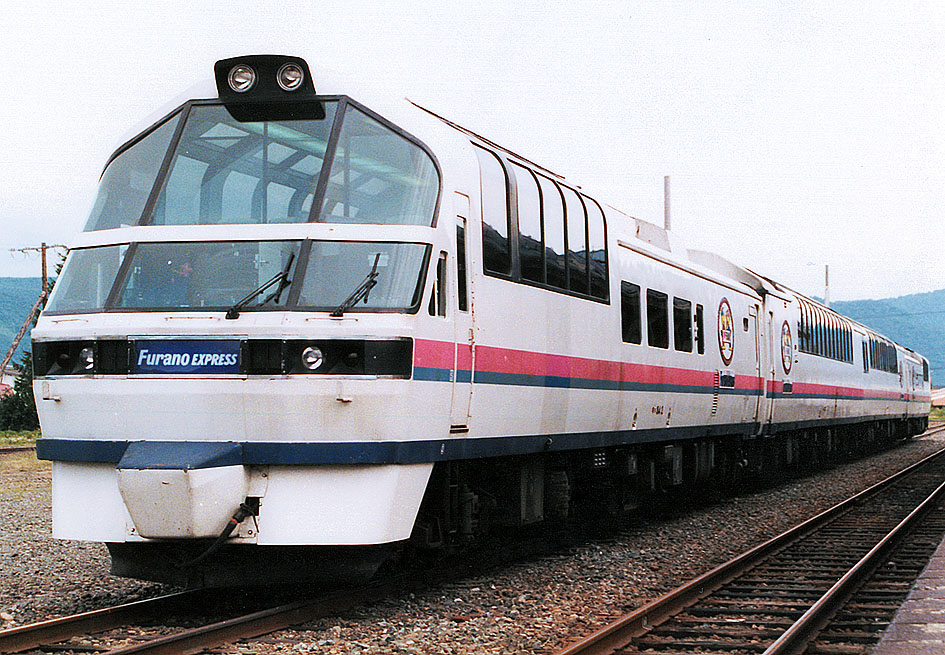
富良野特快車。攝於1990年前後。

富良野特快車（日語：フラノエクスプレス）是一列日本國有鐵道與北海道旅客鐵道（JR北海道）在1986年（昭和61年）至2004年（平成16年）之間操作過的觀光用柴聯車，正式車輛型式編號為KiHa 84型（キハ84，瞭望用駕駛車）與KiHa 83型（キハ84，中段一般車廂）。是一系列被JR集團稱呼為「愉快列車」（Joyful Train）之觀光用特殊車輛的成員之一。

## 歷史
富良野特快車的淵源可以回溯至日本國鐵時代，國鐵北海道總局和阿爾發苫鵡度假村（Alpha Resort Tomamu，今星野Tomamu度假村的前身）合作、於1985年12月時推出的歐風觀光用列車「阿爾發大陸特快車」（；Alpha Continental Express）。由於該列車受到的好評，北海道總局趁勢又與富良野王子大飯店合作，推出富良野特快車。
新列車是自1986年12月20日開始以團體專用的臨時列車名義行駛於札幌與富良野之間。
1987年時日本國鐵進行拆分與民營化，富良野特快號也同步移交給新成立的JR北海道。正好同年富良野特快車因優秀的內外裝設計獲鐵道友之會頒發藍絲帶獎，使得該列車順勢成為JR北海道成立之後第一列得獎的列車。
1990年代後半，由於JR北海道陸續在各路線上換用更高速的新車輛，相比之下富良野特快車的車輛性能漸顯落伍。因此在1998年冬天，富良野特快車以「富良野最後列車」（ラストラン・フラノ；Last Train Furano）的名義進行了最後一季的服務，之後雖然還保留編制但從未再次營運，直到2004年時正式廢車。廢車後JR北海道在苗穗工廠內保留了一輛駕駛端車頭KiHa 84-1號，一直留存至2015年時才予以報廢解體。

## 使用車輛
富良野特快車與前輩阿爾發大陸特快車同樣，是由日本國鐵位於札幌市郊的苗穗工廠負責改造，苗穗工廠以KiHa 80系車輛為基礎，打造出兩輛瞭望室駕駛車與一節普通車廂組成、三輛編組的觀光列車。
| 車號  | 車型編號  | 改造前編號      | 用途           |
| ----- | --------- | --------------- | -------------- |
| 1號車 | KiHa 84-1 | 原KiHa 80-164號 | 瞭望室、一般席 |
| 2號車 | KiHa 83-1 | 原KiHa 82-109號 | 一般席         |
| 3號車 | KiHa 84-2 | 原KiHa 80-165號 | 瞭望室、一般席 |

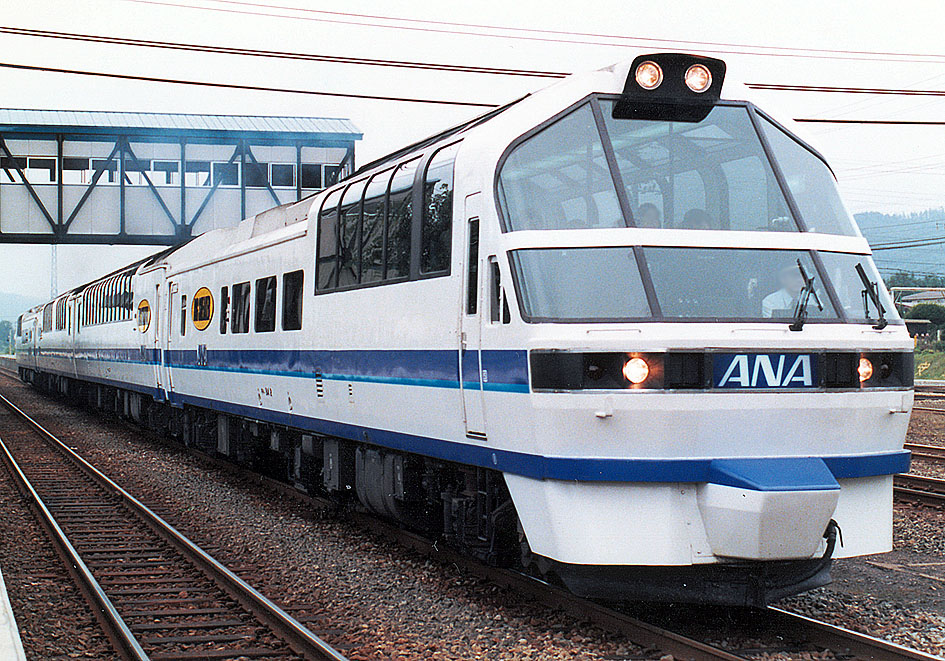
「ANA大球鞋列車」時期的四輛編組型態，除了車身色帶不同之外，車頭的車名牌也被換成「ANA」字樣。攝於1987年左右。

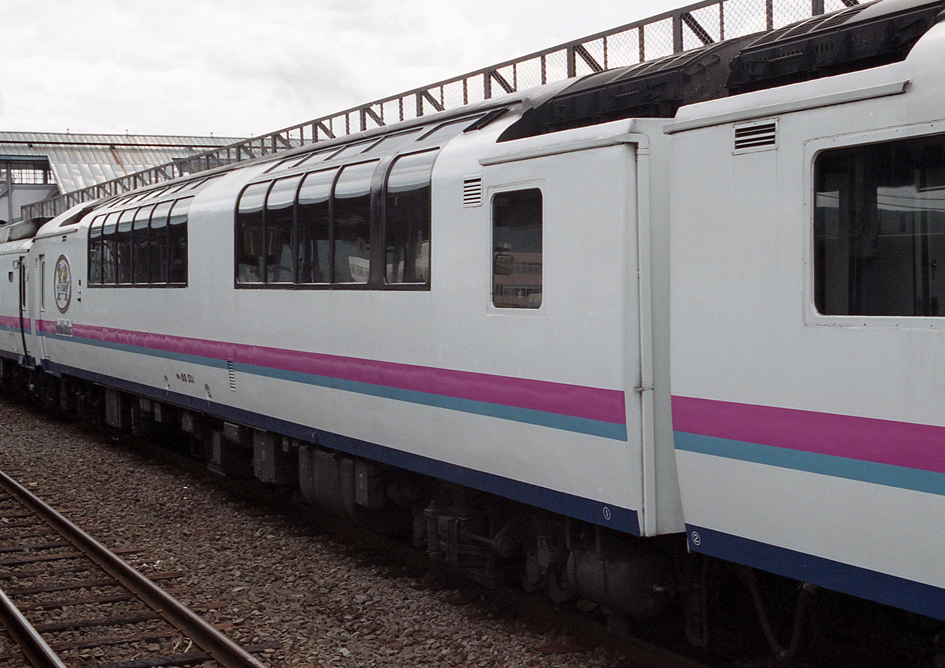
配置有交誼廳的增結車廂KiHa 80-501號（冬季時恢復為標準富良野特快車塗裝時的狀態）。1988年時攝於。

1987年6月1日至10月31日期間，JR北海道與航空公司全日空合作，推出參加全日空套裝旅遊旅客專用的巡遊列車「大球鞋列車」（ビッグスニーカートレイン；Big Sneaker Train）。此版本的列車除了外觀上換用「ANA」的標誌替換原本車頭前方的「FURANO EXPRESS」車名牌，與車身的飾調改成與ANA客機同樣的藍帶塗裝之外，列車的編組也做了更動。JR北海道另外提供了一輛KiHa 82但進行與KiHa 83不同的改裝，包括增置了兩具動力單元（KiHa 83只有一具），與車室內配置有交誼廳（Lounge）空間，內有可供免費使用的沙發等休憩設施。改裝後命名為KiHa 80-501號的中間車與原本的車組重新編組，以四輛編組的方式進行服務。之後，此列車開始在冬季時作為富良野特快車、夏季時作為ANA大球鞋列車的方式交替營運。
| 車號  | 車型編號    | 改造前編號      | 用途           |
| ----- | ----------- | --------------- | -------------- |
| 1號車 | KiHa 84-1   | 原KiHa 80-164號 | 瞭望室、一般席 |
| 2號車 | KiHa 80-501 | 原KiHa 82-110號 | 一般席、交誼廳 |
| 3號車 | KiHa 83-1   | 原KiHa 82-109號 | 一般席         |
| 4號車 | KiHa 84-2   | 原KiHa 80-165號 | 瞭望室、一般席 |

1990年1月時，JR北海道將一輛KiHa 184型（KiHa 183系的中間連結動力車）進行改裝，除了與富良野特快車同色化的塗裝變更外，硬體上只有稍事更動煞車系統的迴路與車頂高度，以便與原本的車輛搭配，合組成五輛編組的型式短暫進行了為期一季的營運。
| 車號  | 車型編號    | 改造前編號       | 用途           |
| ----- | ----------- | ---------------- | -------------- |
| 1號車 | KiHa 84-1   | 原KiHa 80-164號  | 瞭望室、一般席 |
| 2號車 | KiHa 184-11 | 未進行大規模改造 | 一般席         |
| 3號車 | KiHa 80-501 | 原KiHa 82-110號  | 一般席、交誼廳 |
| 4號車 | KiHa 83-1   | 原KiHa 82-109號  | 一般席         |
| 5號車 | KiHa 84-2   | 原KiHa 80-165號  | 瞭望室、一般席 |

附註一提的是只運用了一季的增結車廂KiHa 184-11號在當季結束後就恢復成一般車輛塗裝，被改用在特急列車「大空」（おおぞら）的編組中。但1994年2月22日，包含KiHa 184-11號在內的七輛編組、由釧路駛往札幌的「大空10號」在行經根室本線西新得至廣內兩號誌站之間的路段時，因突然的強風部分車廂翻覆並造成28名人員受傷。KiHa 184-11號正好就是出軌翻覆的三節車廂之一，因此在事故之後因受損過於嚴重而報廢。

## 其他
富良野特快車的瞭望室駕駛車所使用之「KiHa 84」車型編號，與東海旅客鐵道（JR東海）KiHa 85系列車組的中間連結車廂有編號重複的情況。不過後者是JR東海在1990年代初期推出的車型，由於當時日本國鐵已拆分，JR北海道與JR東海是不同的公司，所以並沒有發生在同一家公司旗下有兩款同名車型的情形。